# Cabaret de gibet
Pour les articles homonymes, voir Cabaret (homonymie).
Le cabaret d'un gibet est un enclos où la population se rassemblait dans un lieu de haute justice lors d'exécutions de condamnés. Il est d'un aspect circulaire délimité par un fossé. Il est relaté depuis le Moyen Âge que les fourches patibulaires étaient souvent garnies d'un cabaret.
Vestiges architecturaux visibles :
- 1898 : fossé circulaire en Suisse à Vidy lors de fouilles sur un ancien gibet[2] ;
- 2012 : vestiges du gibet de Creuë dans le département de la Meuse : fossé circulaire de 16 mètres de diamètre. Les recherches conclurent à un cabaret[3].

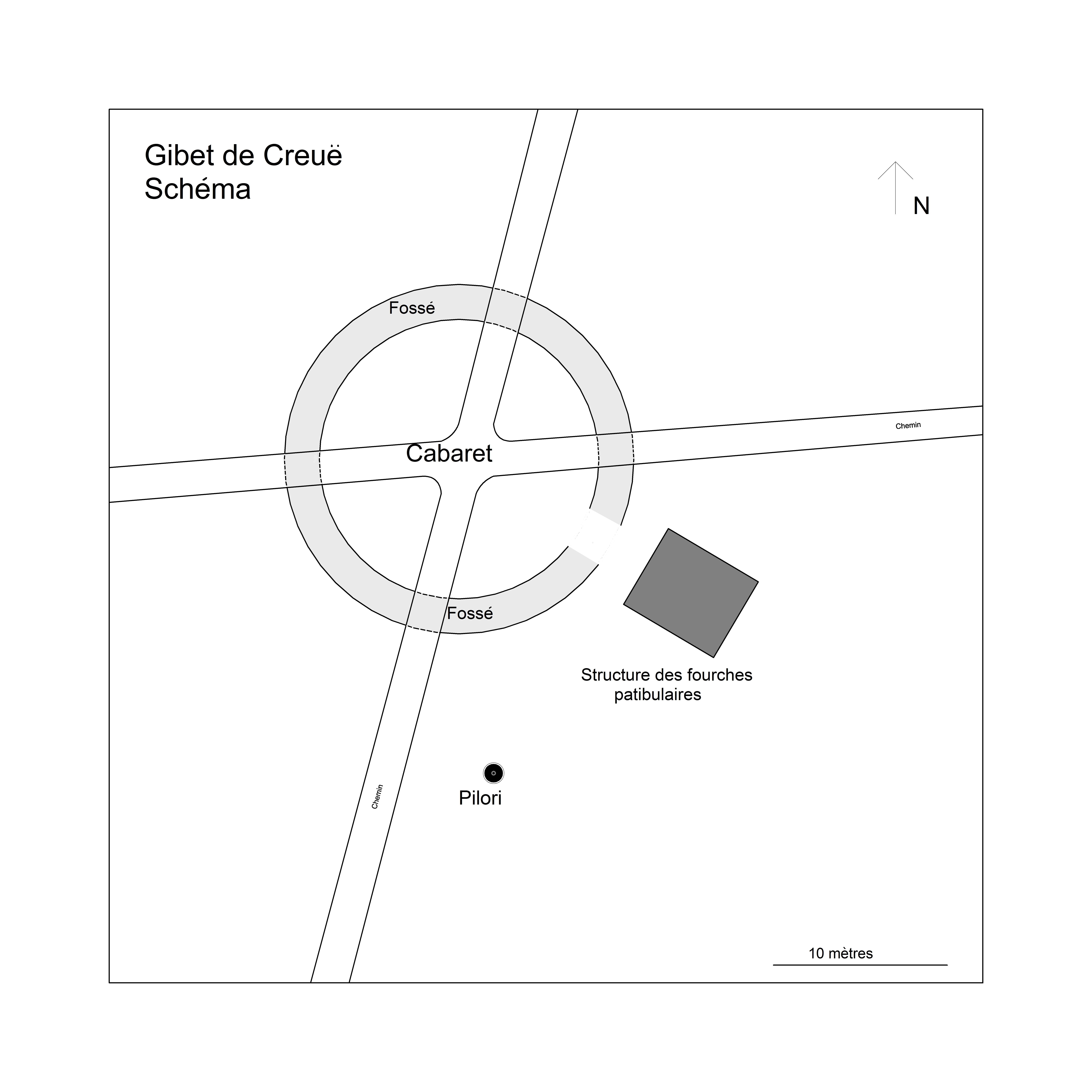
Illustration du cabaret dans son environnement.
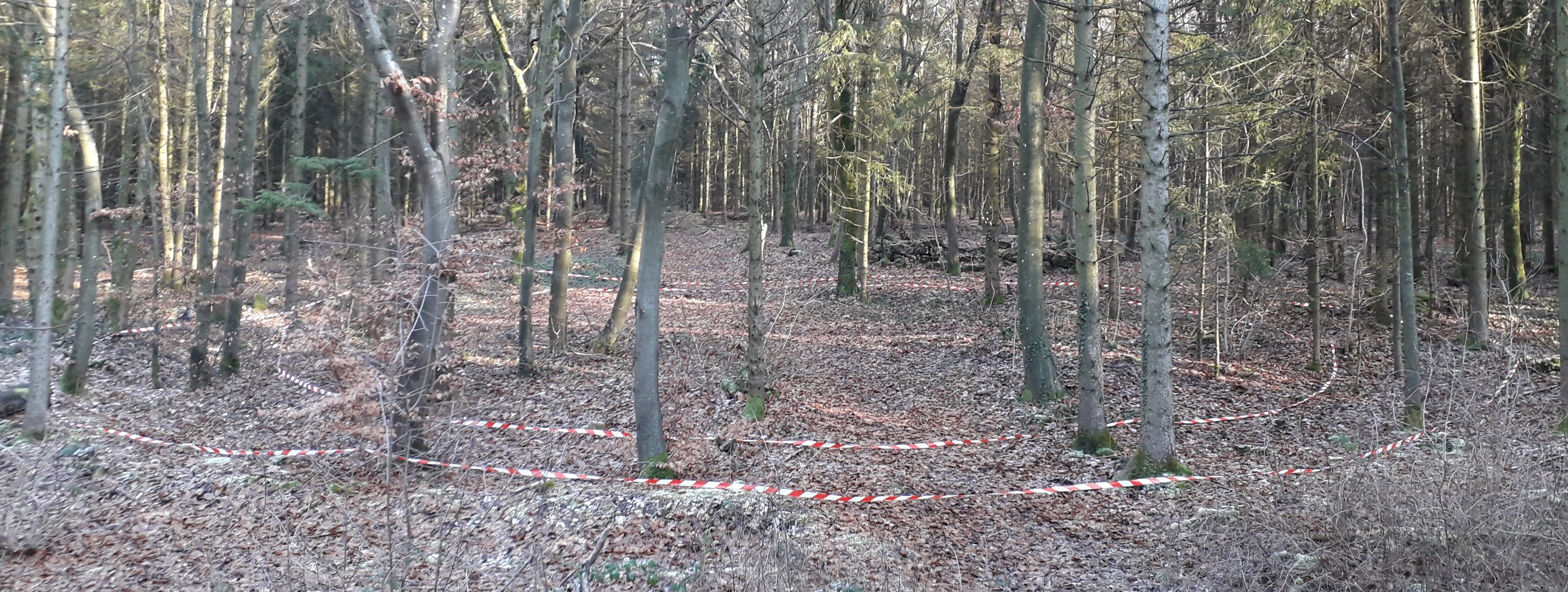
Gibet de Creuë. Cabaret dont le fossé est visualisé avec des rubans de signalisation.
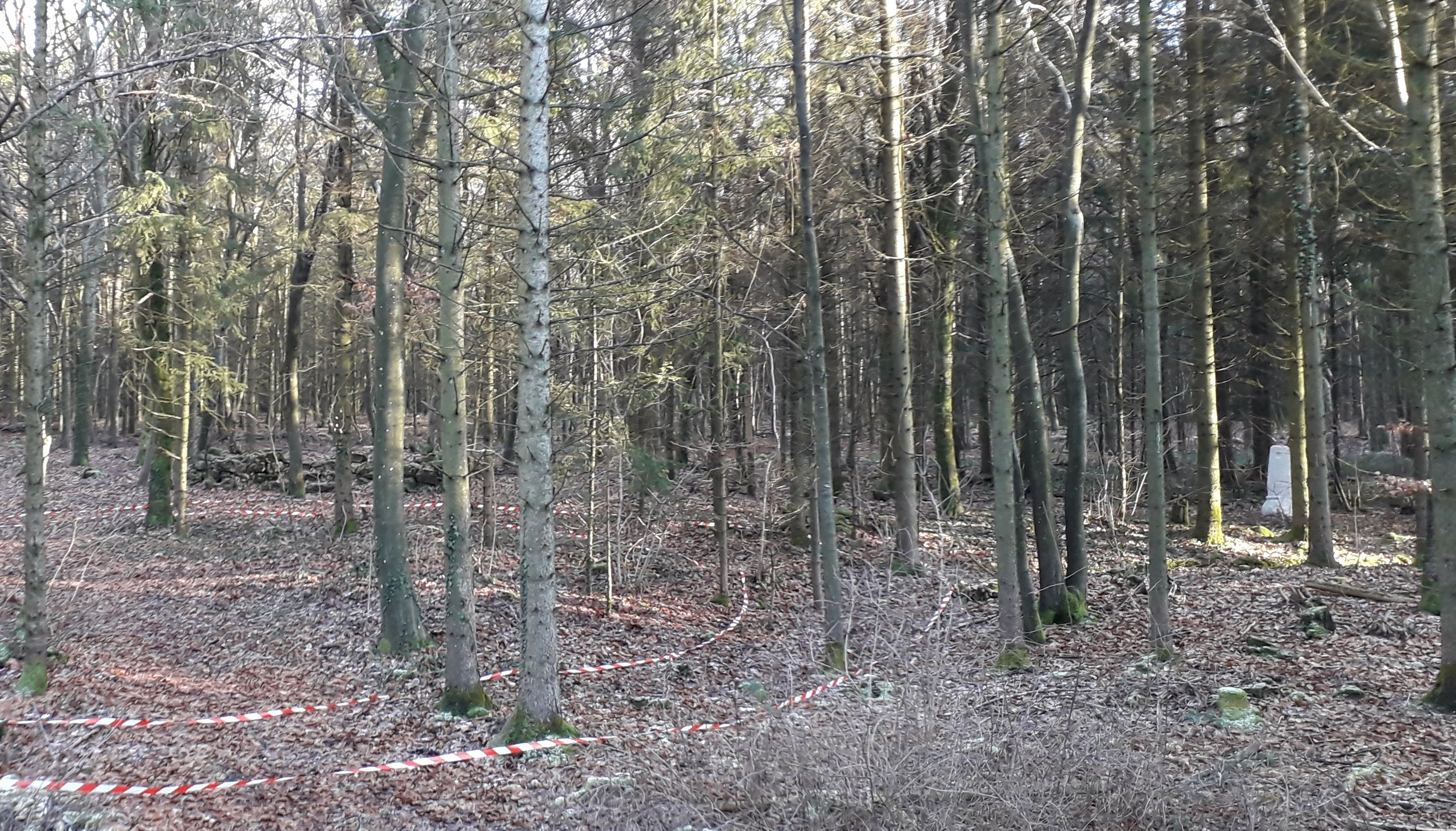
Gibet de Creuë. Le cabaret face à la structure des fourches patibulaires et du pilori. Où l'on remarque une forme de mise en scène.